# SN 2000fd
SN 2000fd – supernowa typu Ia odkryta 8 grudnia 2000 roku w galaktyce UGC 291. W momencie odkrycia miała maksymalną jasność 17,70m.